# 教育人民委员部
教育人民委员部是苏联主管公共教育的行政机构，首任委员为阿纳托利·卢那察尔斯基，第二任是安德烈·布勃诺夫。1929年至1939年，列宁遗孀娜杰日达·克鲁普斯卡娅担任副委员，在其中起到重要作用。1946年，该机构被教育部替代。教育人民委员部下辖17个局，其中包括图书文献和出版事业管理总局、职业教育总局等。